# Pumpkin (album)
Albums de Buckethead
Rise of the Blue Lotus
(2013) Thank You Ohlinger's
(2013)
Pumpkin est le 63e album de Buckethead et le 33e volume de la série « Buckethead Pikes »,. Il est sorti le 29 octobre 2013. Cet album est le premier de la série Buckethead Pikes à être offert gratuitement. Une version limitée (300 exemplaires) consistant d'un album à pochette vierge dédicacée et numérotée de 1 à 300 par Buckethead fut annoncée le 2 novembre pour être disponible à compter du 15 novembre. Contrairement aux précédentes versions limitées offertes, Pumpkin fut signé à l'aide d'un marqueur à encre verte plutôt que noire.
Le 15 novembre 2013, l'album n'est plus offert gratuitement en ligne. Une version standard a été annoncée, mais n'est toujours pas disponible.
Le 27 novembre 2013, Pikes, une suite directe à Pumpkin. est publié. Il s'agit d'une suite dû aux titres des pistes, de la pochette et du nom de l'album. En effet, les pistes sur Pumpkin se nomment toutes Pumpkin Pikes de 1 à 18 alors que sur Pikes elles vont de 19 à 27. De plus Pumpkin et Pikes forment  Pumpkin Pikes, titres de toutes les pistes.

## Liste des titres
| 1.    | Pumpkin Pikes 1  | 1:51 |
| 2.    | Pumpkin Pikes 2  | 2:39 |
| 3.    | Pumpkin Pikes 3  | 0:40 |
| 4.    | Pumpkin Pikes 4  | 2:03 |
| 5.    | Pumpkin Pikes 5  | 1:11 |
| 6.    | Pumpkin Pikes 6  | 5:40 |
| 7.    | Pumpkin Pikes 7  | 0:49 |
| 8.    | Pumpkin Pikes 8  | 0:53 |
| 9.    | Pumpkin Pikes 9  | 0:30 |
| 10.   | Pumpkin Pikes 10 | 0:29 |
| 11.   | Pumpkin Pikes 11 | 5:11 |
| 12.   | Pumpkin Pikes 12 | 0:14 |
| 13.   | Pumpkin Pikes 13 | 2:04 |
| 14.   | Pumpkin Pikes 14 | 0:20 |
| 15.   | Pumpkin Pikes 15 | 0:30 |
| 16.   | Pumpkin Pikes 16 | 0:59 |
| 17.   | Pumpkin Pikes 17 | 1:25 |
| 18.   | Pumpkin Pikes 18 | 3:45 |
| 31:10 |                  |      |